# Mihail G. Cantacuzino
Mihail G. Cantacuzino (n. 6 aprilie 1867, București – d. 28 august 1928, București):p. 83) a fost un politician român, deținător al funcțiilor de ministru, deputat și primar al Bucureștiului în perioada decembrie 1904 - martie 1907.

## Biografie
Mihai Cantacuzino a fost fiul cel mai mare al lui Gheorghe Gr. Cantacuzino (numit și „Nababul”; 1832-1913) și al Ecaterinei Cantacuzino (n. Băleanu; 1844-1922). A fost primul soț al Marucăi Cantacuzino (1879-1968); al doilea ei soț a fost compozitorul George Enescu. 
Ca și tatăl său, M. G. Cantacuzino a fost un membru marcant al Partidului Conservator, deputat, primar al Capitalei, ministru de Justiție în anii 1910-1913 și din nou în anii 1916-1918, în guvernul de uniune națională format de liberalii lui I.C. Brătianu și conservatorii-democrați ai lui Take Ionescu. În 1922, împreună cu alți membri ai partidului lui Take Ionescu, a intrat în Partidul Național Român, devenindu-i vicepreședinte pentru organizațiile din Vechiul Regat. Persoană activă, cu ambiții în viață politică, era cunoscut de contemporanii săi ca un afemeiat notoriu.
În august 1928, Mihail Cantacuzino a sfârșit într-un accident de automobil, în timp ce se deplasa de la Călimănești spre Mănăstirea Cornetu.

## Legături externe
- Materiale media legate de Monitorul Primăriei București 1906 la Wikimedia Commons
- Materiale media legate de Monitorul Primăriei București 1907 la Wikimedia Commons

| Portal icon | Portal România în Primul Război Mondial |

| Portal icon | Portal Istorie |